# Посольство Испании в России
Посо́льство Короле́вства Испа́ния в Росси́йской Федера́ции (исп. Embajada del Reino de España en la Federación de Rusia) — дипломатическая миссия Королевства Испания в Российской Федерации, в  городе Москва Стремянный пер., 31/1.
- Посол — Рикардо Мартинес Васкес.

- Адрес посольства: 115054, Москва Стремянный пер., 31/1.

## Послы Испании в России
| - Хакобо Франсиско Лириа (1726—1730) - Хуан Каско Вильядеморос (1730—1734, врем. поверенный) - Перо Лухан Альмодовар (1759—1763) - Альваро де Навия Осорио (1763—1771) - Франсиско Антонио де Лейси (1772—1779) - Фелипе де Фонсдевьела (1781—1784) - Педро Норманде (1784—1788, врем. поверенный) - Мигель де Гальвес-и-Гальярдо (1788—1792) - Гаспар Мельчор де Ховельянос (1797) - Висенте де Каньяс-и-Портокарреро (1798—1802) - Гаспар Мария де Нава (1802—1807) - Бенито Пардо де Фигероа (1807—1812) - Франсиско Сеа Бермудес (1820—1823) - Педро де Алькантара Альварес де Толедо (1837—1839) - Мариано Тельес-Хирон (1856—1868) - Хуан Хименес де Сандоваль (1877—1881) - Хосе Мария Бернальдо де Кирос (1881—1892) - Мариано Мигель Мальдонадо (1892—1899) - Хуан Жордан де Урриес (1899) - Нарсисо Гарсия-Лойгорри Вистаэрмоса (1899—1901) - Хуан Фалько-и-Тривульсио (1901—1904) - Хосе Брунетти-и-Гайосо де Аркос (1904—1905) | - Хуан Жордан де Урриес (1905—1907) - Сиприано Муньос-и-Мансано де ла Виньяса (1907—1914) - Анибал Морильо-и-Перес дель Вильяр (1914—1916) - Луис Валера-и-Делават (1916—1917) - Франсиско Гутьеррес де Агуэра-и-Байо (1917—1918) - Марселино Паскуа Мартинес (1936—1938) - Хуан Антонио Самаранч (1977—1981) - Луис Гильермо Перинат (1981—1983) - Хосе Луис Ксифра де Осерин (1983—1986) - Хосе Куэнка Анайя (1986—1992) - Эухенио Бреголат Обиолс (1992—1996) - Хосе Антонио де Итурриага Барберан (1997—1999) - Хосе Луис Креспо де Вега (1999—2001) - Хосе Мария Роблес Фрага (2001—2004) - Франсиско Хавьер Элорса-и-Кавенгт (2005—2007) - Хуан Антонио Марк Пужоль (2007—2011) - Луис Фелипе Фернандес де ла Пенья (2011—2012) - Хосе Игнасио Карбахаль Гарате (2012—2017) - Игнасио Ибаньес Рубио (2017—2018) - Фернандо Вальдеррама Пареха (2018—2021) - Маркос Гомес Мартинес (2021—2024) - Рикардо Мартинес Васкес (с 2024) |